# City for Conquest
City for Conquest is een Amerikaanse dramafilm uit 1940 onder regie van Anatole Litvak. Destijds werd de film in Nederland uitgebracht onder de titel Het lied van de grote stad.

## Verhaal
Danny Kenny is een gevierd bokser. Op het hoogtepunt van zijn roem wordt hij verblind door in bijtend zuur gedrenkte bokshandschoenen. Hij wordt vervolgens de gehandicapte eigenaar van een krantenkiosk. Met het geld dat hij zo verdient, onderhoudt Danny zijn broer Eddie die wil doorbreken als muzikant.

## Rolverdeling
| Acteur         | Personage         |
| -------------- | ----------------- |
| James Cagney   | Danny Kenny       |
| Ann Sheridan   | Peggy Nash        |
| Frank Craven   | Old Timer         |
| Donald Crisp   | Scotty MacPherson |
| Frank McHugh   | Mutt              |
| Arthur Kennedy | Eddie Kenny       |
| George Tobias  | Pinky             |
| Jerome Cowan   | Dutch             |
| Elia Kazan     | Googi             |
| Anthony Quinn  | Murray Burns      |
| Lee Patrick    | Gladys            |
| Blanche Yurka  | Mevrouw Nash      |
| George Lloyd   | Goldie            |
| Joyce Compton  | Lilly             |
| Thurston Hall  | Max Leonard       |